# Arnaud Mignardi
‌

a Compétitions nationales et continentales officielles uniquement.

b Matchs officiels uniquement.
Arnaud Mignardi, né le 1er novembre 1986 à Auch, est un joueur français de rugby à XV évoluant au poste de centre. Il compte deux sélections internationales en équipe de France.

## Biographie

### Carrière de joueur

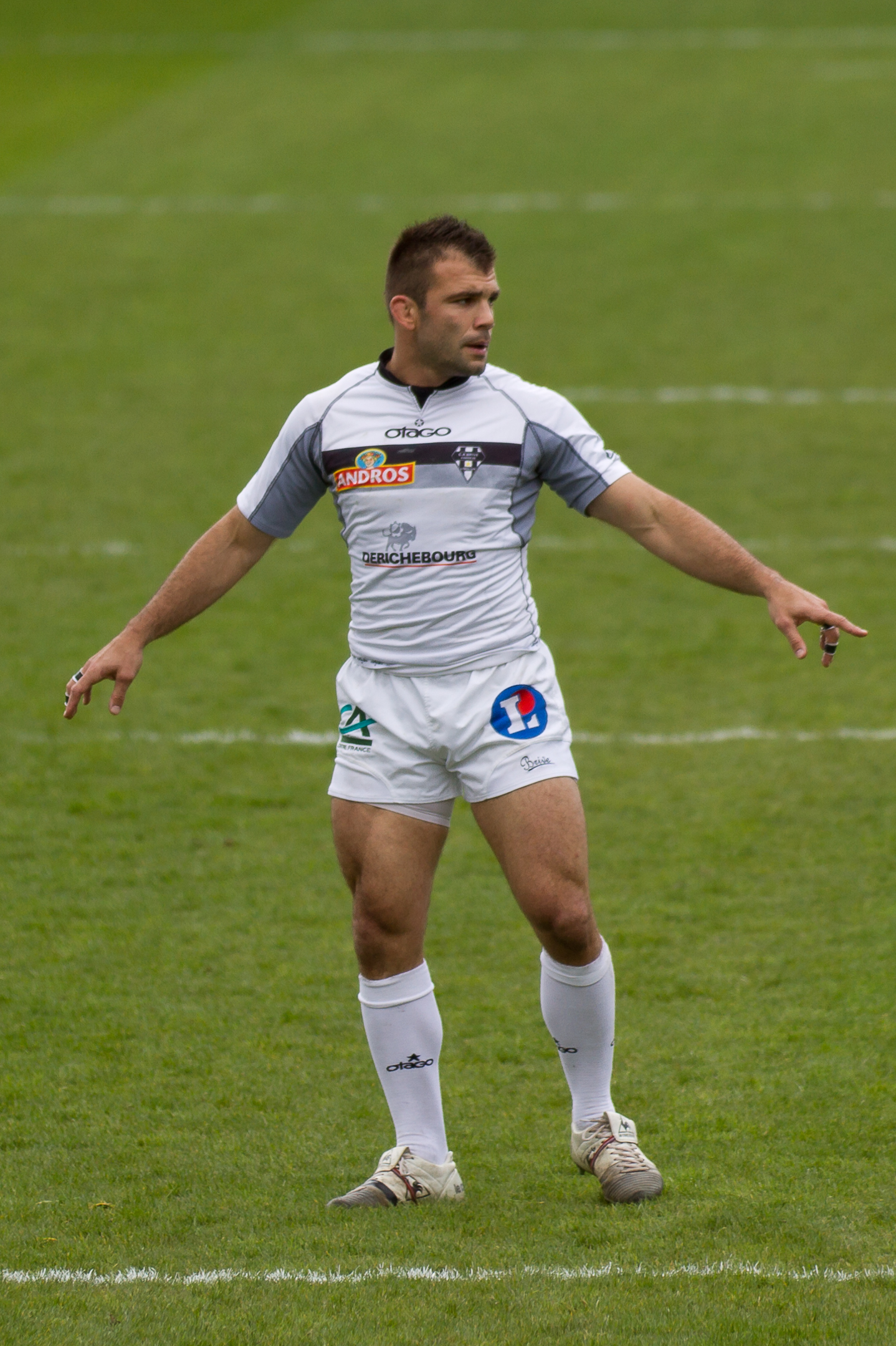
Arnaud Mignardi, en 2012, avec le CA Brive.

Arnaud Mignardi est le petit-fils de l'ancien arrière du FC Auch Henri Pondensan. Il est ainsi le cousin d'Arthur Bonneval, Paul Graou et Max Auriac, tous les trois également joueurs de rugby à XV professionnels. Après avoir fait ses classes à l'école de rugby auscitaine depuis l'âge de six ans, il est promu en équipe première où il dispute 23 matchs et marque cinq essais.
Transféré à Agen, il honore alors sa première cape internationale en équipe de France le 2 juin 2007 contre l'équipe de Nouvelle-Zélande, alors que les internationaux du Stade toulousain, de l'ASM Clermont Auvergne, du Biarritz olympique et du Stade français disputaient les demi-finales du Top 14 2006-2007 dans leurs clubs respectifs.
Il joue ensuite pour l'ASM Clermont, le Biarritz olympique et le CA Brive.
En juin 2017, il est sélectionné pour jouer avec les Barbarians français qui affrontent l'équipe d'Afrique du Sud « A » les 16 et 23 juin en Afrique du Sud. Non utilisé lors du premier match puis titulaire pour le second, les Baa-baas s'inclinent 36 à 28 à Durban puis 48 à 28 à Soweto.
En janvier 2020, il est mis à pied par le CA Brive puis libéré de son contrat le mois suivant après un désaccord sur son contrat avec le club,. Il s'engage avec le Stade montois en février 2020.
Alors qu'il n'a disputé que trois matchs avec le Stade montois avant de voir la saison interrompue par la pandémie de Covid-19 en France, il annonce sa retraite le 11 juin 2020.

### Première expérience en tant qu'entraîneur
Alors que l'US Dax s'apprête à disputer l'édition inaugurale de la nouvelle division Nationale, Mignardi est nommé entraîneur des arrières pour cette saison 2020-2021, aux côtés de Jack Isaac et Stéphane Barberena, manager sportif et entraîneur des avants, signant un contrat de deux ans ; le manager avait par ailleurs été l'entraîneur de Mignardi pendant deux saisons lors de son passage à Biarritz. Son choix est guidé pour des raisons familiales, désirant rester dans le Sud-Ouest. Il quitte le club à l'issue de son contrat.

### Retour sur les terrains
Après une parenthèse de deux saisons sous le rôle d'entraîneur, Mignardi choisit de reprendre sa carrière de joueur qui s'était terminée sur une saison 2019-2020 tronquée par sa mise à pied par le CA Brive puis stoppée sous le maillot du Stade montois par la pandémie de Covid-19. Libre de tout contrat, il s'engage avec le RC Auch, club de sa ville natale pensionnaire de Nationale 2,, jusqu'en 2024.

## Palmarès

### En club
- Championnat de France espoir :
  - Vice-champion (1) : 2009 avec l'ASM Clermont.
- Coupe d'Europe :
  - Finaliste (1) : 2010 avec le Biarritz olympique.
- Championnat de France de Pro D2 :
  - Vice-champion (2) : 2013 et 2019 avec le CA Brive.
- Barrage d'accession :
  - Vainqueur (1) : 2019 avec le CA Brive.

### En équipe nationale
- - Champion du monde 2006 avec l'équipe de France des moins de 21 ans

## Statistiques en équipe nationale
- 2 sélections en équipe de France en 2007[3].
- Équipe de France des moins de 19 ans : 3 sélections en 2005 (Écosse, Angleterre, pays de Galles), 1 essai[réf. nécessaire].
- Équipe de France des moins de 21 ans : 2 sélections.